# セックスライフ 〜SEX LIFE〜
『セックスライフ 〜SEX LIFE〜』は、2010年8月27日にG.J?より発売された18禁のパソコンゲーム（アダルトゲーム）ソフトである。

## 解説
双子の姉妹との同居生活を描いたテキストアドベンチャーゲーム。
ゲームは主人公と姉妹の出会いを描いたストーリーと姉妹と肉体関係にある現在のストーリーと交互に進行する。
本作ではHシーンを改変するための「SEXライフ（肉壷）システム」が搭載されており、Hシーンのシチュエーションを変えることができる。同じ性向のプレイを続けることにより、新たなシチュエーションが解放される。
また、「独立SEXライフシステム」では、プレイヤーの思い通りにHシーンをカスタマイズすることができ、体位やヒロインの見た目を変えることもできる。

## あらすじ
桜 一郎は、引っ越し先のマンションで、ある双子の姉妹に出くわした。
不動産屋のミスが原因だが、その不動産屋は倒産しており解約は不可能だった。
途方に暮れる一郎は、姉妹から「生活費を全てもってくれたら同居してもよい」という提案を受け、少々考えたうえで快諾した。
かくして、三人の奇妙な同居生活が始まった。

## 登場人物
桜 一郎（さくら いちろう）
主人公。
早乙女 まりあ（さおとめ まりあ）
声 - 桜川未央
98(H)/W56/H86
熱狂的な人気を誇る国民的アイドル。家では主人公に八つ当たりしたり甘えたりする。
早乙女 まりも
声 - 宝井葵
B75(A)/W56/H86
まりあの双子の妹で、おとなしい性格。官能作家という職業故物知りだが、実体験は少ない。
ミライ
声 - 杉原茉莉
B107(J)/W60/H91
まりあのマネージャーで、主人公とマリアの仲を快く思わず、策略を用いてまで二人を引き離そうと行動を起こしている。
るな&りな
声 - 秋野花
B80(C)/W50/H82
主人公に近づく姉妹。
るなは礼儀正しく、りなは少々やかましいところがある。

## スタッフ
- 原画 - 佐野俊英
- シナリオ - とりびぃ